# Charcot-Canyon
Koordinaten: 67° 30′ S, 80° 0′ W
Der Charcot-Canyon ist ein Tiefseegraben in der antarktischen Bellingshausen-See.
Benannt ist er nach dem französischen Polarforscher Jean-Baptiste Charcot (1867–1936), Leiter zweier Antarktisexpeditionen.